# كريستين كاست
كريستين كاست (بالإنجليزية: Kristin Cast)‏ (4 نوفمبر 1986، تلسا في الولايات المتحدة)؛ كاتِبة مُتخصِّصة في أدب الأطفال وروائية أمريكية. درست في جامعة تلسا.

## روابط خارجية
- كريستين كاست على موقع IMDb (الإنجليزية)
- كريستين كاست على موقع ميوزك برينز (الإنجليزية)